# Канций, Канциан и Канцианилла
Канций, Канциан и Канцианилла (умучены 31 мая, ок. 304 года) — святые мученики. Дни памяти — 30 мая, 31 мая.
По преданию, святые были сиротами из благородной римской семьи, Аникиев (Anicii). Они состояли в родстве с императором Карином.  Прот, их наставник, обратил их к Господу.
Во время гонений при императоре Диоклетиане ни вчетвером бежали из Рима, продав своё имущество и по большей части раздав его бедным.  По прибытии в свои владения в Аквилее ни были схвачены в местечке, называемом Aquae Gradatae .(совр. Сан-Канциан-д’Изонцо) и обезглавлены по причине отказа принести языческую жертву.

## Почитание
Священник по имени Зоиль (Zoelus) умастил их тела и предал земле.  Святитель Максим Туринский впоследствии составил панегирик в их честь. Их также упоминал Венанций Фортунат.  Почитание святых ранее было распространено в Ломбардии, Франции и Германии. В Сан-Канциан-д’Изонцо недавно была обнаружена палеохристианская базилика, а в ней — мощи трёх людей.

## Галерея

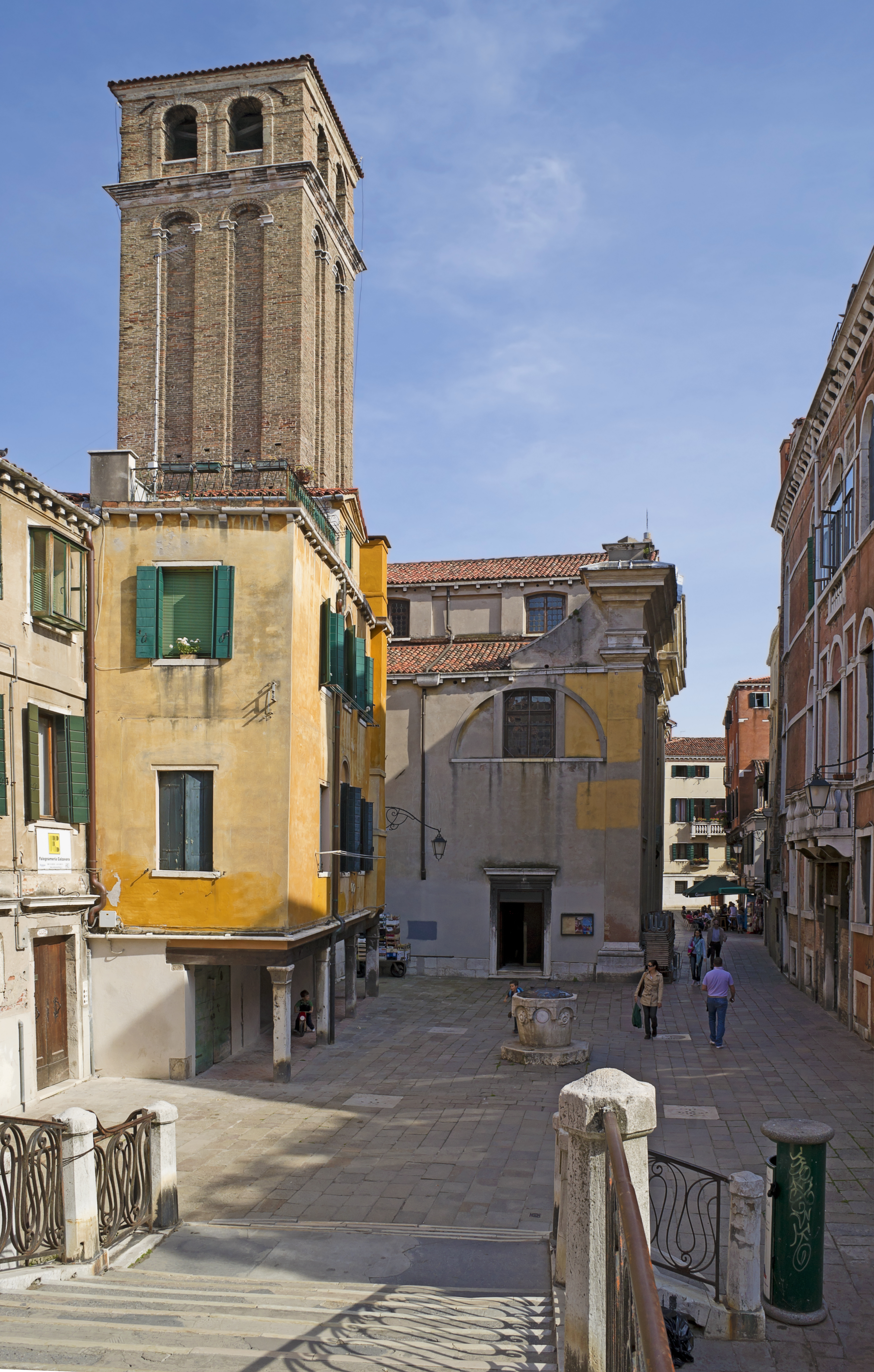
Венеция, храм св.Канциана
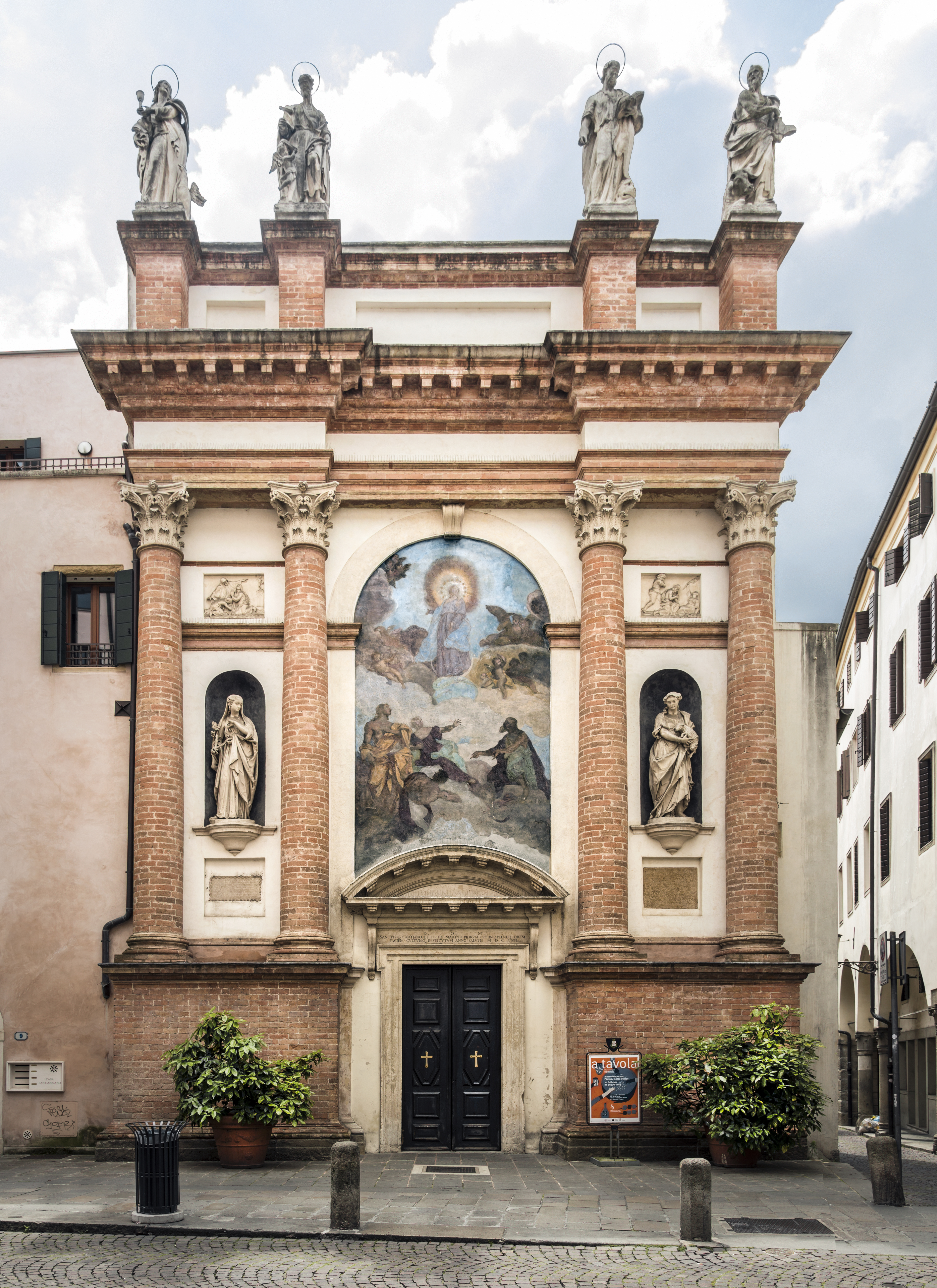
Падуя, храм св.Канциана
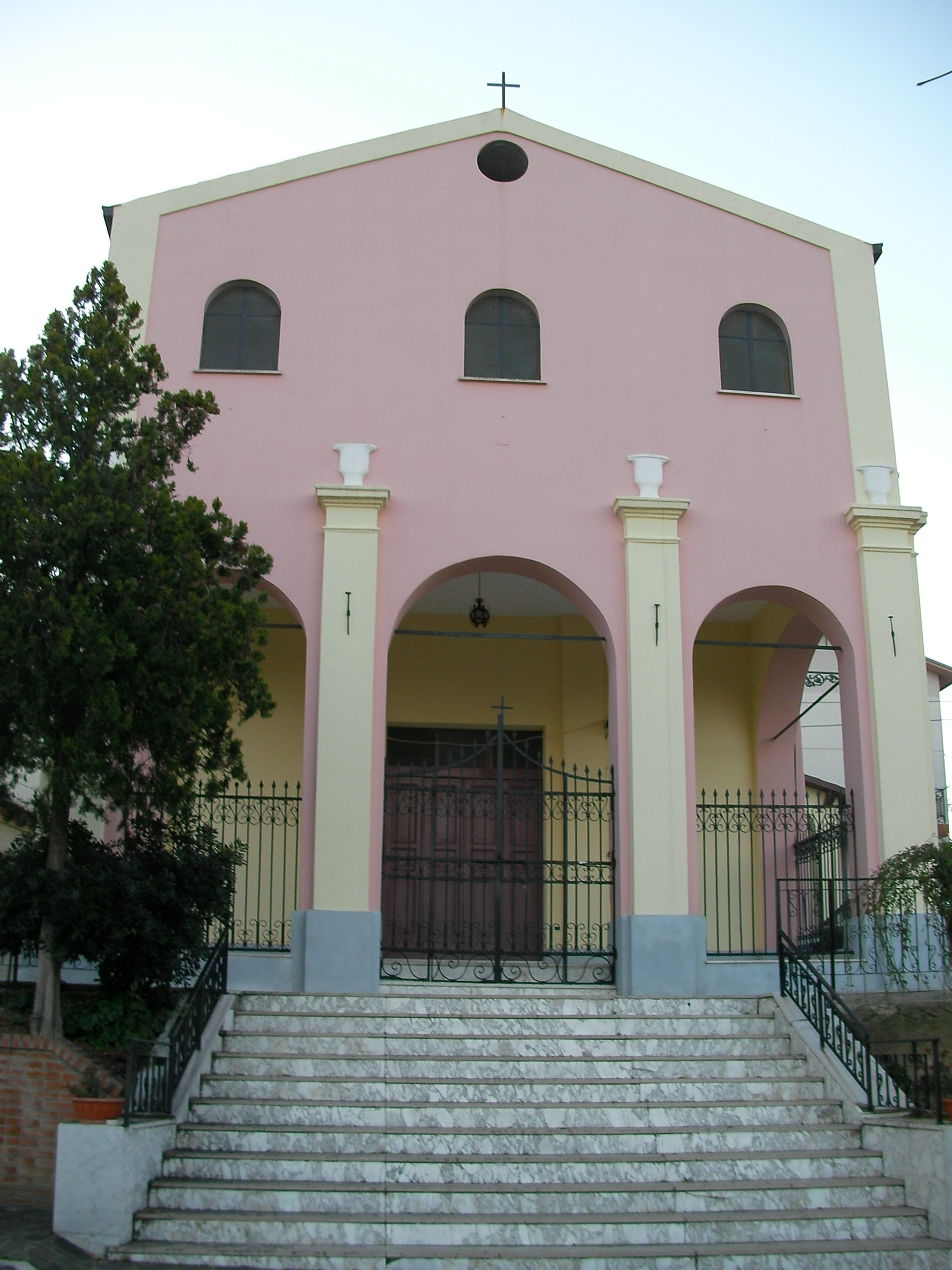
Пальета, храм св.Канциана
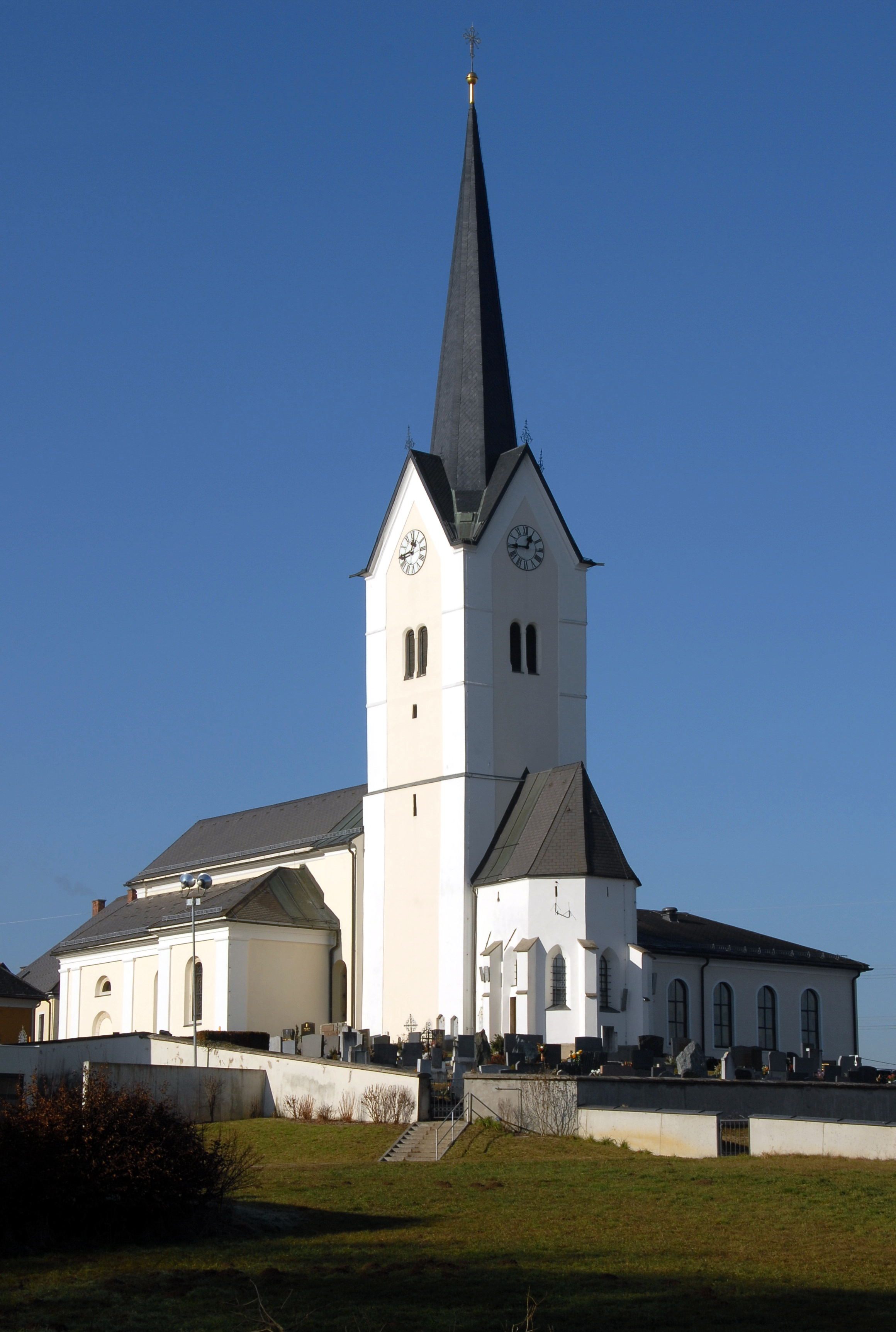
Санкт-Канциан-ам-Клопайнер-Зе, храм св.Канциана
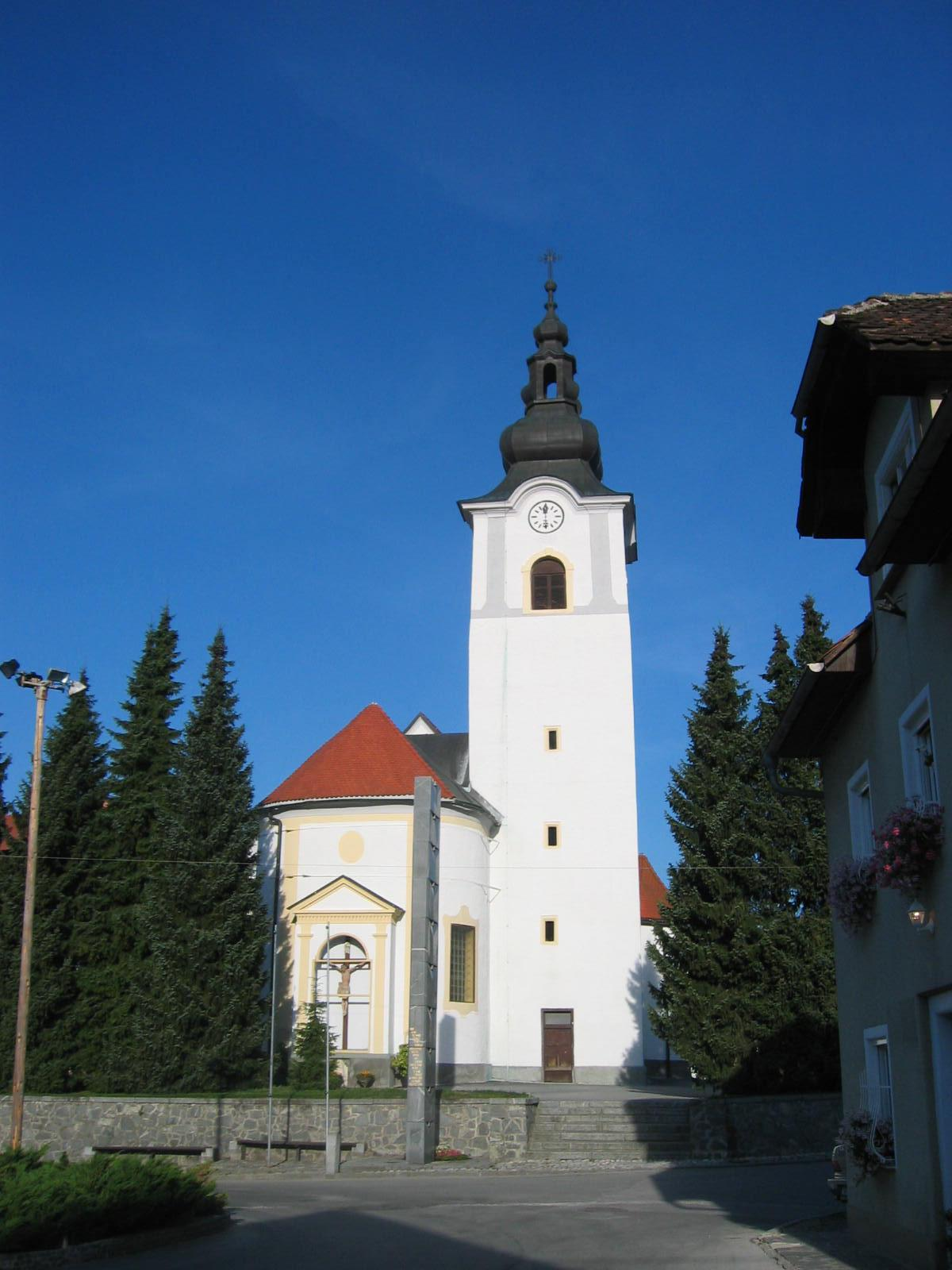
Rečica ob Savinji, храм св.Канциана